# 무테사 2세
에드워드 프레데릭 윌리엄 데이비드 왈루겜베 무테비 루왕굴라 무테사 2세(Major General Sir Edward Frederick William David Walugembe Mutebi Luwangula Mutesa II, 1924년 11월 19일~1969년 11월 21일)는 부간다 왕국의 제35대 카바카이자 우간다의 제1대 대통령이다.

## 젊은 시절

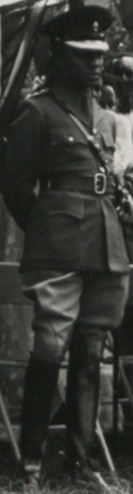
무테사 2세(1950년)

1924년 11월 19일에 캄팔라, 마킨드예에서 앨버트 쿡 경의 집에서 태어났다. 1897년 ~ 1939년 동안 군림했던, 다이두 치와 2세 KCMG, KBE의 15번째 아들이었고 어머니는 응테 (소) 족의 레이디 이레네 드루실라 나마간다였다.
1939년 11월 22일에 아버지의 죽음으로 인해 15살의 나이로 카바카를 공표하고 1939년 11월 26일에 멘고의 루비리 외곽에서 취임을 했다. 전체 지배 권력을 쥘때까지 섭정 위원회 하에서 군림했다.
1942년 11월 19일에 18살의 나이로 부도에서 왕위에 올랐다.

## 재위
1945년 ~ 1950년 동안 영국 식민지들 사이에서 로디지아가 소멸되고 케냐에서 마우 마우의 봉기가 일어나는 등 혼란을 겪자 당시 부간다의 영국 지사던 앤드류 코헨과 충돌하다가 1953년 대규모 시위가 일어나 코헨은 지위를 잃고 무테사는 카바카 자리에서 쫓겨났다.
잠시 입헌 군주제로 전환되었던 부간다는 1955년 무테사가 다시 카바카에 복위하면서 안정을 찾았고 새로운 영국 지사 밀턴 오보테의 도움으로 1962년 영국으로부터 독립했다.
새 헌법에 따라 우간다는 연방 총리 오보테의 주도로 우간다 인민 대표 대회가 지휘했으며 부간다는 무테사가 통치하였으나 1963년 인민 대표 대회를 폐지되고 무테사가 개최하는 형식으로 바뀌었으며 1964년 두 국가의 합병 문제가 국민 투표에 붙여졌으나 당사자들 간의 갈등으로 무산되었다.
1966년 2월 합병 문제를 둘러싸고 내분이 일어나자 의회 해산 및 헌법 정지 후 자신을 우간다의 대통령으로 선언해 부간다 지역 의회를 우간다로 옮기는 방안을 5월 결의해 통과시켰다. 이에 오보테와 이디 아민이 쿠데타를 일으켰고 멩고 언덕 전투에서 국왕의 궁을 무장 공격해 무테사는 부룬디를 통해 영국으로 망명해 그곳에서 사망했다.

## 훈장
무테사 2세에게 대한민국 최고 훈장인 건국훈장 대한민국장이 1965년 2월 5일에 수여되었다.

## 같이 보기
- 우간다의 역사